# Pseudencyrtoides
Pseudencyrtoides is een geslacht van vliesvleugeligen uit de familie Encyrtidae. De wetenschappelijke naam van dit geslacht is voor het eerst geldig gepubliceerd in 1975 door Gordh & Trjapitzin.

## Soorten
Het geslacht Pseudencyrtoides is monotypisch en omvat slechts de volgende soort:
- Pseudencyrtoides cupressi Gordh & Trjapitzin, 1975